# Эйснер, Алексей Владимирович
Алексей Владимирович Эйснер (5 [18] октября 1905, Санкт-Петербург — 30 ноября 1984, Москва) — русский поэт, переводчик, прозаик.

## Биография
После Октябрьской революции отчим вывез юного Эйснера на Принцевы острова. Так началась жизнь в эмиграции. Окончил кадетский корпус в Сараево.
В Европе зарабатывал на жизнь мойкой окон, рабочим на стройках. Писал стихи, общался со многими известными людьми русской эмиграции — Георгием Адамовичем, Мариной Цветаевой, дружил с Сергеем Эфроном.
Его стихотворение «Надвигается осень, желтеют кусты…» (опубл. 1932, часто именуется по строке: «Человек начинается с горя…») стало хрестоматийным и было очень популярным в литературных эмигрантских кругах. В январе 2023 года оно прозвучало в исполнении Шыма (участника группы «Каста») на альбоме «После России», посвящённом первой волне эмиграции из России.
Был участником литературного объединения русских эмигрантов в Праге «Скит» (1922—1940).
С конца 1920-х гг. стремился вернуться в СССР и в 1934 году вступил в Союз возвращения на Родину.
В 1936 году защищал Республику в Испании, был бойцом 12-й Интернациональной бригады, адъютантом генерала Лукача. В дальнейшем работал в советской разведке.
В 1940 году вернулся в СССР, вскоре был арестован и приговорён по статье 58-10 к 8 годам воркутинских лагерей, а потом отправлен в «ссылку навечно» в Карагандинскую область.
В 1956 году реабилитирован, вернулся в Москву. Занимался переводами, журналистикой. Выступал с устными воспоминаниями о войне в Испании и о Цветаевой, был консультантом театральных постановок об Испании. Написал несколько книг, а также опубликовал воспоминания о генерале Лукаче, разведчике Хаджи Мамсурове, воевавшем в Испании под именем Ксанти, Илье Эренбурге и Эрнесте Хемингуэе.
Скончался в Москве, в 1984 году, похоронен на Хованском кладбище (Северная территория, участок 239).
Жена — Инесса Рековская (1932—2000), библиотечный работник. Сын — Дмитрий Эйснер (1962—2017), воспитанник московской школы № 45[значимость факта?] (под руководством Л. Мильграма), журналист, переводчик, правозащитник, сотрудник журнала и ежедневных бюллетеней «Гласность», сотрудник «Мемориала».

### Стихотворения
- Человек начинается с горя: Стихотворения разных лет / Сост. и послесл. Е. Витковского. — М.: Водолей Publishers, 2005. — 72 с. (Малый Серебряный век.) ISBN 5-902312-49-3
- То же. 2-е изд., испр. — М.: Водолей Publishers, 2005. ISBN 5-902312-62-0
- В сб.: «Скит». Прага 1922—1940: Антология. Биографии. Документы / Вступ. ст., общ. ред. Л. Н. Белошевской; сост., биографии Л. Н. Белошевской, В. П. Нечаева. — М.: Русский путь, 2006. — 768 с. ISBN 5-85887-208-5
- В сб.: Поэты пражского «Скита». Стихотворные произведения / Сост., вступ. ст., коммент. О. М. Малевича. — СПб.: Росток, 2005. — 544 с. (Неизвестный XX век.) ISBN 5-94668-039-2

### Проза и публицистика
- Сестра моя Болгария: Очерки. — М.: Советский писатель, 1963. — 215 с.
- Человек с тремя именами: Повесть о Матэ Залке. — М.: Политиздат, 1986. — 335 с. — (Пламенные революционеры)
- Двенадцатая Интернациональная: Повесть. — М.: Советский писатель, 1990. — 640 с. ISBN 5-265-01221-4

## Киновоплощение
В 1976 году вышел советско-венгерский фильм «Псевдоним: Лукач», посвящённый Матэ Залке. А. В. Эйснер показан в нём как ординарец Алёша — бывший учащийся кадетского корпуса, поэт, рабочий, приехавший в Испанию по путёвке Французской коммунистической партии. В роли Алёши — актёр Олег Вавилов.